# Erica eburnea
Erica eburnea är en ljungväxtart som beskrevs av Salter. Erica eburnea ingår i släktet klockljungssläktet, och familjen ljungväxter. Inga underarter finns listade i Catalogue of Life.